# Supramontana irritata
Supramontana irritata ist eine Art brasilianischer Landplanarien in der Unterfamilie Geoplaninae. Sie ist die Typusart der Gattung Supramontana.

## Merkmale

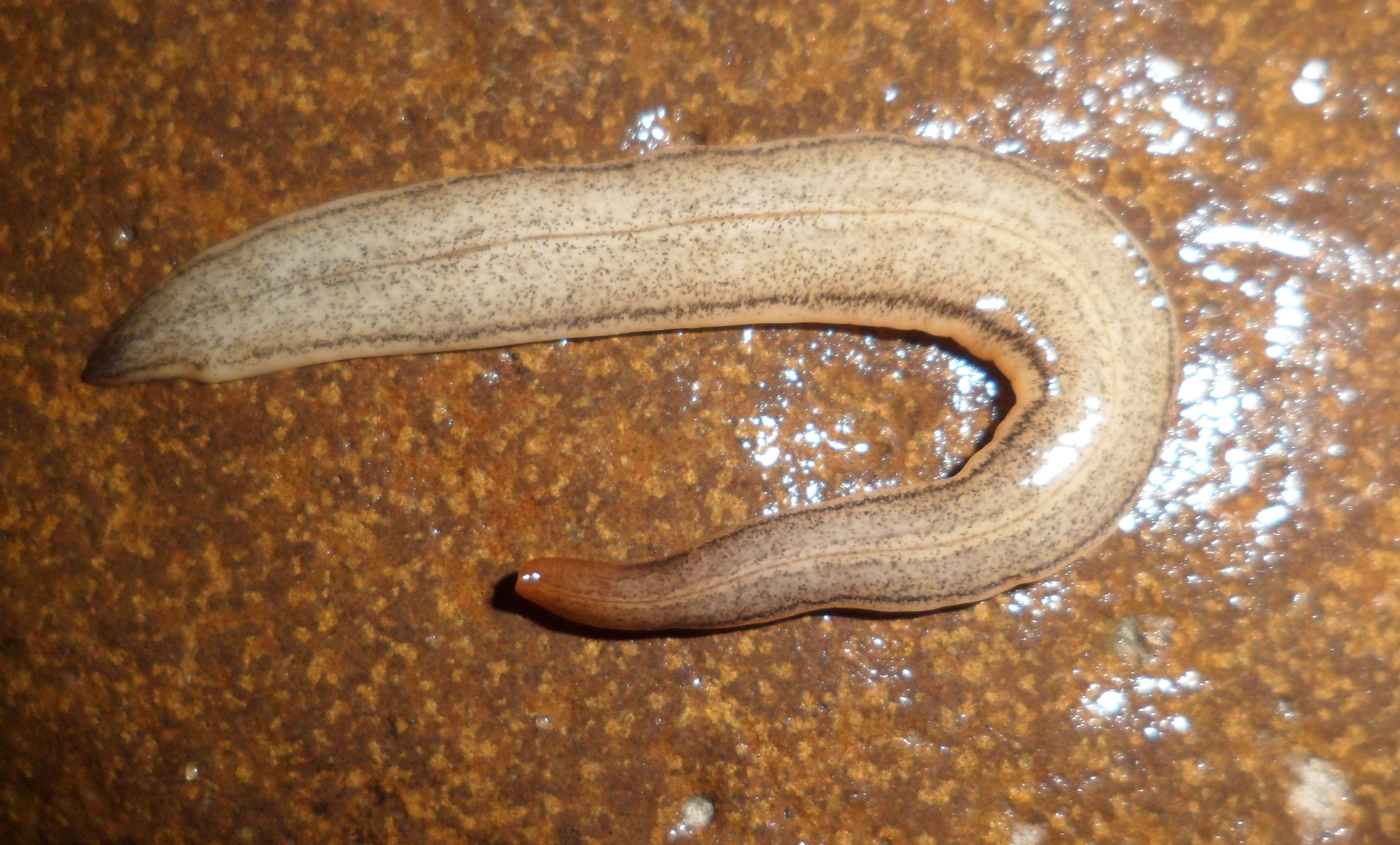
Dorsale Ansicht von Supramontana irritata

Supramontana irritata ist eine mittelgroße Landplanarie mit einer Länge von bis zu 11 Zentimetern, wenn sie kriecht. Die Grundfärbung der Rückenseite ist strohgelb und weist viele sehr feine schwarze Punkte auf. Die Punkte formen zwei seitliche, breite, diffuse Banden, deren Ränder zum hinteren Ende hin unschärfer werden. An den Rändern der Banden ist eine höhere Konzentration der Punkte, so dass sich daraus auf beiden Seiten des Körpers ein unregelmäßiger Streifen bildet und jeweils ein unscharfer Streifen auf beiden Seiten der Mittellinie des Rückens. Das Vorderende ist orange gefärbt und verblasst kurz hinter dem Vorderende in die strohgelbe Rückenfärbung. Die Bauchseite ist gelblich-weiß.
Die vielen kleinen Augen sind mit bloßem Auge kaum erkennbar. Auf den vorderen Millimetern verteilen sie sich am Seitenrand, danach verteilen sie sich auf dem Rücken auf einer Fläche von 20 % der Körperbreite auf beiden Seiten.
Beim Kriechen hebt S. irritata das Vorderende mit leicht nach unten gekrümmten Seiten an, so dass ein U-förmiger Querschnitt entsteht. Die Art streckt das Vorderende aus, bis es den Untergrund berührt und kontrahiert danach das hintere Ende, um sich so fortzubewegen.

## Etymologie
Das Artepitheton kommt von dem lateinischen Wort irritata (dt. gereizt). Dieser Name beruht auf dem Umstand, dass die Planarie sich nach Stimulationen schnell und nervös bewegt.

## Verbreitung
Der einzige Ort, an dem die Art gefunden wurde, ist der Nationalforst Floresta Nacional de São Francisco de Paula im Süden Brasiliens.